# Giới tính thứ ba
Giới tính thứ ba hoặc giới tính thứ 3 là một khái niệm trong đó các cá nhân được phân loại, theo bản thân hoặc theo xã hội, không thuộc về nam giới hay nữ giới. Nó cũng là một phạm trù xã hội có mặt trong các xã hội công nhận ba hoặc nhiều giới tính. Thuật ngữ thứ ba thường được hiểu là "khác"; một số nhà nhân chủng học và xã hội học đã mô tả giới tính thứ tư, thứ năm, và "vài" giới tính.
Sinh học xác định xem nhiễm sắc thể và giải phẫu của con người quan hệ tình dục là nam, nữ, hoặc một trong những phổ biến biến thể về vấn đề dị hình lưỡng tính có thể tạo ra một mức độ mơ hồ giới tính gọi là liên giới tính. Tuy nhiên, trạng thái xác định cá nhân là hoặc được xã hội xác định là đàn ông, phụ nữ hay người khác thường được xác định bởi bản dạng giới và vai trò giới trong văn hóa cụ thể mà họ sống. Không phải tất cả các nền văn hóa đã xác định nghiêm ngặt vai trò giới tính.
Trong các nền văn hóa khác nhau, giới tính thứ ba hoặc thứ tư có thể đại diện hoặc tượng trưng cho những điều rất khác nhau. Đối với người Hawaii bản địa và người Tahiti, Māhū là một trạng thái trung gian giữa nam và nữ, hay "một người có giới tính không xác định". Một số người Mỹ bản địa Diné truyền thống ở Tây Nam Hoa Kỳ thừa nhận một phổ gồm bốn giới tính: phụ nữ nữ tính, phụ nữ nam tính, đàn ông nữ tính và đàn ông nam tính. Thuật ngữ "giới tính thứ ba" cũng đã được sử dụng để mô tả các hijras của  Ấn Độ, những người đã đạt được danh tính pháp lý, fa'afafine của Polynesia và các trinh nữ đã tuyên thệ ở Albania.
Mặc dù được tìm thấy trong một số nền văn hóa ngoài phương Tây, các khái niệm về vai trò giới "thứ ba", "thứ tư" và "hơn nữa" vẫn còn hơi mới đối với văn hóa phương Tây và tư tưởng khái niệm. Khái niệm này rất có thể được chấp nhận trong các tiểu văn hóa LGBT hoặc queer hiện đại. Trong khi các học giả phương Tây chính thống, đáng chú ý là các nhà nhân chủng học, những người đã cố gắng viết về các đạo tặc Nam Á hay "biến thể giới" của người Mỹ bản địa và những người có hai hồn phách, thì thường tìm cách hiểu thuật ngữ "giới tính thứ ba" chỉ bằng ngôn ngữ của LGBT hiện đại cộng đồng, các học giả khác, đặc biệt là các học giả bản địa, nhấn mạnh rằng sự thiếu hiểu biết về văn hóa và bối cảnh của các học giả chính thống đã dẫn đến sự xuyên tạc rộng rãi về những người thuộc giới tính thứ ba, cũng như sự xuyên tạc về các nền văn hóa trong câu hỏi, bao gồm việc có hay không khái niệm này có thực sự áp dụng cho những nền văn hóa trên.

## Tranh cãi
Ở Việt Nam, một số người và các kênh truyền thông, báo chí còn sử dụng khái niệm "giới tính thứ ba" để chỉ những người đồng tính hoặc chuyển giới, nhưng thực ra cách gọi này là đã sai về bản chất khoa học. Người đồng tính hoặc chuyển giới thực ra vẫn có đặc điểm cơ thể là "Nam giới" hoặc "Nữ giới" chứ không phải là 1 giới tính riêng (sự khác biệt của họ nằm ở tâm lý chứ không phải về cấu tạo cơ thể), do đó giấy tờ tùy thân của người đồng tính vẫn ghi họ là "Nam giới" hoặc "Nữ giới" như những người khác.